# 11844 Ostwald
11844 Ostwald eller 1987 QW2 är en asteroid i huvudbältet som upptäcktes den 22 augusti 1987 av den belgiske astronomen Eric W. Elst vid La Silla-observatoriet. Den är uppkallad efter nobelpristagaren Wilhelm Ostwald.
Asteroiden har en diameter på ungefär 11 kilometer och den tillhör asteroidgruppen Themis.